# 서굿 마셜
서굿 마셜(Thurgood Marshall, 1908년 7월 2일 - 1993년 1월 24일)은 미국의 법학자이자 아프리카계 미국인 최초로 미국 대법원에 복무하였다.  마셜은 전 국민을 위한 헌법에서 표현된 기본적인 자유를 보장하는 데 봉납하였다.  그는 마틴 루터 킹 주니어 박사와 맬컴 엑스의 시간 동안 살았으며 급진적 민권 지도자로서 마셜에게 관심을 덜 주더라도 그들과 동등하게 싸웠다.  그는 킹의 종교적이나 정치적 활동 혹은 맬컴 엑스의 불 같은 생각 속에도 따르지 않았다.  대신 그는 진실한 평등이 도달할 수 있거나 도달할 미국의 법을 개정해야만 가능했다는 것을 믿었다.  많은이들은 민권 운동 시대의 시작은 마셜이 대법원에서 마셜이 주장한 사건으로 표시되었다.  브라운 대 교육위원회의 악명 높은 소송에서 승리하여 마셜은 법률을 바꾸었고 새로운 법률이 발동되었다.  이 결정은 공공 교육에서 분리를 불법화하였다.  브라운 대 교육위원회 소송의 결과는 미국 사회의 핵심을 바꾸었다.
비록 마셜의 작업과 아이디어가 어떤 종류의 결실을 맺기까지 수년이 걸렸지만 첫 흑인 판사로서 미국 대법원에 복무하는 데 그의 재직 기간은 미국 시민들의 권리를 위하여 정직한 업무와 헌신의 24년 세월의 시작에 특정을 지었다.  그는 흑인들 뿐만 아니라, 여성, 어린이, 노숙자와 죄인들을 위하여 동등한 권리와 특권을 보장하기 위해 일하였다.  1993년 마셜이 사망했을 때 워싱턴 애프로-아메리칸에서 사설은 "우리는 맬컴 엑스에 관한 영화들을 만들고, 마틴 루터 킹 박사를 기리는 데 휴일을 보내나 매일 우리는 서굿 마셜 판사의 유산을 산다."고 말하였다.

## 배경
소로우굿 마셜 (Thoroughgood Marshall)이란 본명으로 메릴랜드주 볼티모어에서 윌리엄 캔필드와 노마 애리커 마셜에게 태어났다.  그는 전 노예이자 미국 남북 전쟁 동안 북군을 위하여 싸운 군인이었던 자신의 증조부의 이름을 땄다.  2학년 때 소로우굿은 그의 이름을 서굿 (Thurgood)으로 바꾸어 자신의 이름은 모두를 위해 너무 많은 철자를 가졌다고 주장하였으며 자신의 교사들 만 기억할 수 있도록 하였다.  부친 윌리엄은 마셜의 어린 시절 동안 철도 운반인과 전 백인들의 클럽에서 청지기로 일하였다.  모친은 인종적으로 분리된 학교에서 초등학교 교사로서 고용되었다.  그녀는 뉴욕에서 컬럼비아 대학교의 권위 있는 교사 대학으로부터 졸업하는 데 첫 흑인 여성들 중의 하나였다.  그들은 힘들었지만 친절했다.  가끔 그들은 그를 토론 혹은 대화를 통하여 모든 포인트 혹은 주장을 증명하게 만들었다.  그는 법원에서 자신의 소송들을 증명하는 도움을 주기 위하여 자신의 양육의 이러한 특성을 인정하였다.  그의 가족은 그가 법원에서 법이 통과되도록 돕기 훨씬 전에 평등을 옹호하고 인종 차별 철폐를 위하여 싸운 것으로 이웃을 통하여 알려졌다.  윌리엄 마셜은 볼티모어에서 대배심을 지내는 데 젓 흑인 남성이었다.
마셜은 볼티모어에 있는 프레더릭 더글러스 고등학교를 다녔다.  학교에 있는 동안 그는 제멋대로였고 가끔 방해가 되기도 했다.  그의 학교에서 받은 일반적인 징계는 학생들이 지하실로 가서 헌법의 다양한 부분을 복사하고 외우기 위해서였다.  16세의 나이에 그는 전체의 헌법이 외워진 것으로 인정하였다.  그것은 변호사가 되는 그의 욕망을 준 헌법으로 첫 발각이었다.  그의 부모도 또한 그에게 배우고 추론하도록 격려하였다.  그의 부모의 성원과 그가 그의 인종과 배경을 생각해보면 결코 많은 것을 성취할 수 없었던 사회적 낙인과 합쳐진 것으로 그가 마음 먹은 것은 무엇이든 될 수 있다는 그들의 믿음은 마셜이 세상을 바꾸는 싸움으로 이끌었다.

## 교육
고등학교를 마친 후, 마셜은 자신의형 윌리엄 오브리 마셜이 또한 수학하고 있었던 펜실베이니아주 체스터에 있는 링컨 대학교에서 수학하러 갔다.  링컨 대학교에서 자신의 교육 동안 그는 훗날 가나의 대통령 콰메 은크루마, 유명한 음악인 캡 캘러웨이와 시인 랭스턴 휴스와 함께 했다.  인터뷰에서 휴스를 언급한 마셜은 "그는 알아야 할 모든 것을 알고 있었습니다."라고 말했다.  그는 시인을 크게 존경하였다.
1929년 그는 자신의 첫 부인 비비언 "버스터" 버레이를 만나 그해 9월 4일 결혼하였다.  버스터가 유방암으로 사망할 때 1955년 그들의 25년간 결혼 생활이 종말로 왔다.  1930년 링컨 대학교로부터 최우등 수석 졸업생으로서 졸업 후,마셜은 자신의 고향 법학 대학원 메릴랜드 대학교의 로스쿨로 신청하였다.  당시 대부분의 다른 학교들처럼 로스쿨은 엄격한 분리 정책을 가졌고 마셜은 입학하지 못했다.  마셜은 전혀 이 사소함을 싸우지 않고 이후에 자신의 소송 머리 대 피어슨에서 그들의 정책을 위하여 로스쿨을 고발하였다.
그의 모친은 마셜이 로스쿨로 받아들여진 워싱턴 D. C.에 있는 하워드 대학교에서 그의 숙박과 교육의 비용을 위하여 지불하는 데 그녀의 약혼과 결혼 반지들을 팔았다.  그 일은 하워드에서 그가 학장 찰스 해밀턴 휴스턴을 만났던 것이었다.  하워드에서 휴스턴이 학업 절차를 밟기 전에 그 학교는 덜 지능적인 사람들을 위해서이자 다른 곳으로 들어갈 수 없는 사람들이 교육을 받으러 온 곳이었다.  3년 안에 휴스턴은 하워드 대학교에서 기준을 높여 공인된 대학이 될 정도로 교육의 표준을 높이 만들었다.  휴스턴은 "너희는 각각 우측에 있는 사람을 바라보고 그러고나서 좌측에 있는 사람을 바라보며 다음해 너희 둘이 여기에 있지 않을 것을 깨달아라."라는 유명한 말을 한 것으로 알려졌다.
마셜은 1906년 아프리카계 미국인 학생들에 의하여 설립된 첫 대학간 흑인 그리스어 철자 동오회 알파 피 알파 (Alpha Phi Alpha)의 회원이었다.  다시 휴스턴은 그를 도전하였다.  그는 수준적 학생에게 낙제하는 것은 그에게 기쁨을 주지 못했던 것을 말하는 것을 사랑했으나 학교에서 가장 똑똑하고 뛰어난 학생들을 쫓아내는 데 실패한 것으로부터 기쁨을 선사했다.  자신의 첫해 동안 마셜은 최고 학생이었다.  그의 전공들은 헌법에 중심을 두었고 법률의 사실들을 조사해서 정보를 캐냈다.  휴스턴 허워드에서 전체 흑인 인구에게 그들은 백인 변호사 만큼 좋을 수 없었고 그들이 전혀 동등하게 대우를 받지 않을 것 때문에 그들이 더욱 잘해야 해서 차이를 매워야 했다는 것을 말했다.
자신의 2학년과 3학년 세월 동안 마셜은 자신의 등록금의 대부분을 위하여 마련한 학생 도서관인이 되었다.  그와 버스터는 워싱턴에서 사는 데 감당할 수 없어 그들은 볼티모어로 장거리 통근을 하게 되었다.  하워드에서 마셜이 받은 교육에서 최우선은 "별개이지만 평등한" 관념론을 존재하게 만든 대법원의 플레시 대 퍼거슨 소송이 뒤집어져야 한다는 휴스턴의 단호한 지시였다.

## 법률 경력
1933년 마셜은 하워드 대학교를 졸업하였다.  졸업에 하버드 대학교의 학장 은 헌법에서 그의 법무박사 학위를 받는 데 마셜에게 1년 장학금을 마련하였다.  장학금은 그의 등록금, 자신의 작은 가족을 위한 숙박 그리고 돈을 쓰는 데 조금이라도 더해 그에게 제안하면 그만한 대가를 치르게 되었을 것이나 그는 거절하였다.  법률에서 그의 경력을 추구하는 데 새롭게 얻은 권리의 불길은 볼티모어에서 작은 사무실을 개업하는 데 그를 이끌었다.  소송들은 드물었고 첫해에 마셜은 자신이 충분한 소송들을 얻을 수 없었기 때문에 3,500 달러를 잃고 말았다.  사무실은 작았고 중고의 가구들로 채워졌다.  그의 모친은 그것을 보러 왔고 양탄자가 필요하다고 주장하였다.  마셜 가족은 쓸 돈이 없어 모친은 자신의 집으로 가 자신의 거실 바닥의 양탄자를 뜯어 그의 사무실로 가져왔다.

### 머리 대 피어슨
첫해를 시작한 후, 마셜은 전미 흑인 지위 향상 협회의 볼티모어 지부와 함께 일하는 데 기용되었다.  그는 그의 첫 주요 민권 소송 머리 대 피어슨 (1936년)에서 도널드 게인스 머리를 대표하는 데 임명되었다.  마셜을 위하여 소송은 개인적인 것이기도 하고 공개적인 것이기도 했다. 머리는 애머스트 칼리지의 젊은 흑인 졸업생이었으며 마셜 만큼 학교에서 우수한 성적을 거둔 최우수 학생이었다.  그는 메릴랜드 대학교 로스쿨로 신청하였고 거절당했다.  찰스 해밀턴 휴스턴이 마셜의 공동 조언자로 지냈고 그는 이 소송은 플레시 대 퍼거슨 판결을 뒤집는 싸움을 시작하는 데 완벽했다는 느낌이 들었다.  대학에 의하여 가져진 "별개이지만 평등한" 정책은 3개의 선택권들 중 하나를 받아들이는 데 흑인 학생들을 요구하였다 - 1) 모건 주립 대학교, 2) 프린세스 앤 아카데미, 3) 타주의 학회에 참석.
1935년 마셜은 머리를 위한 소송을 주장하였다.  법원에서 그는 자신이 "여기서 문제가 되는 것은 내 의뢰인의 권리 그 이상입니다.  그것은 우리 국가의 믿음에 명시된 도덕적 헌신입니다."라고 말했을 때 자신의 강한 신념을 표명하였다.  그는 또한 정책은 결점이 가득했다는 것을 증명하기도 했다.  아무 주립 대학 혹은 칼리지들에 신청할 로스쿨이 없었고 이 기관들은 메릴랜드 대학교에 의하여 보유된 기준에 훨씬 못 미쳤다.
강하고 웅변적인 싸움 후에 마저 마셜과 휴스턴 둘다 소송을 패하기를 기대했으나 둘다 연방 법원들로 항소를 위하여 계획들을 세우기 시작하였다.  하지만 메릴랜드주 상소법원은 메릴랜드주와 메릴랜드 대학교를 대표한 그 지방 검사에 대항하여 통치하면서 "헌법과 함께 법규준수는 주의 마음대로 할 수 없다.  법률 교육을 위해 어떤 시스템이 채택되든 이제 평등한 대우를 제공해야 한다."고 진술하였다.  이 일은 대학에 입학한 머리는 물론 마셜과 휴스턴을 위하여 도덕적 승리였다.  이 소송은 메릴랜드주 외부에서 아무 권한을 가지지 않았고 결코 소송을 기각하지 않았으나 그것은 미국을 통하여 전체 학교의 결국적 인종 차별 대우 폐지로 이끌 이정표였다.

### 전미 흑인 지위 향상 협회의 수석 고문

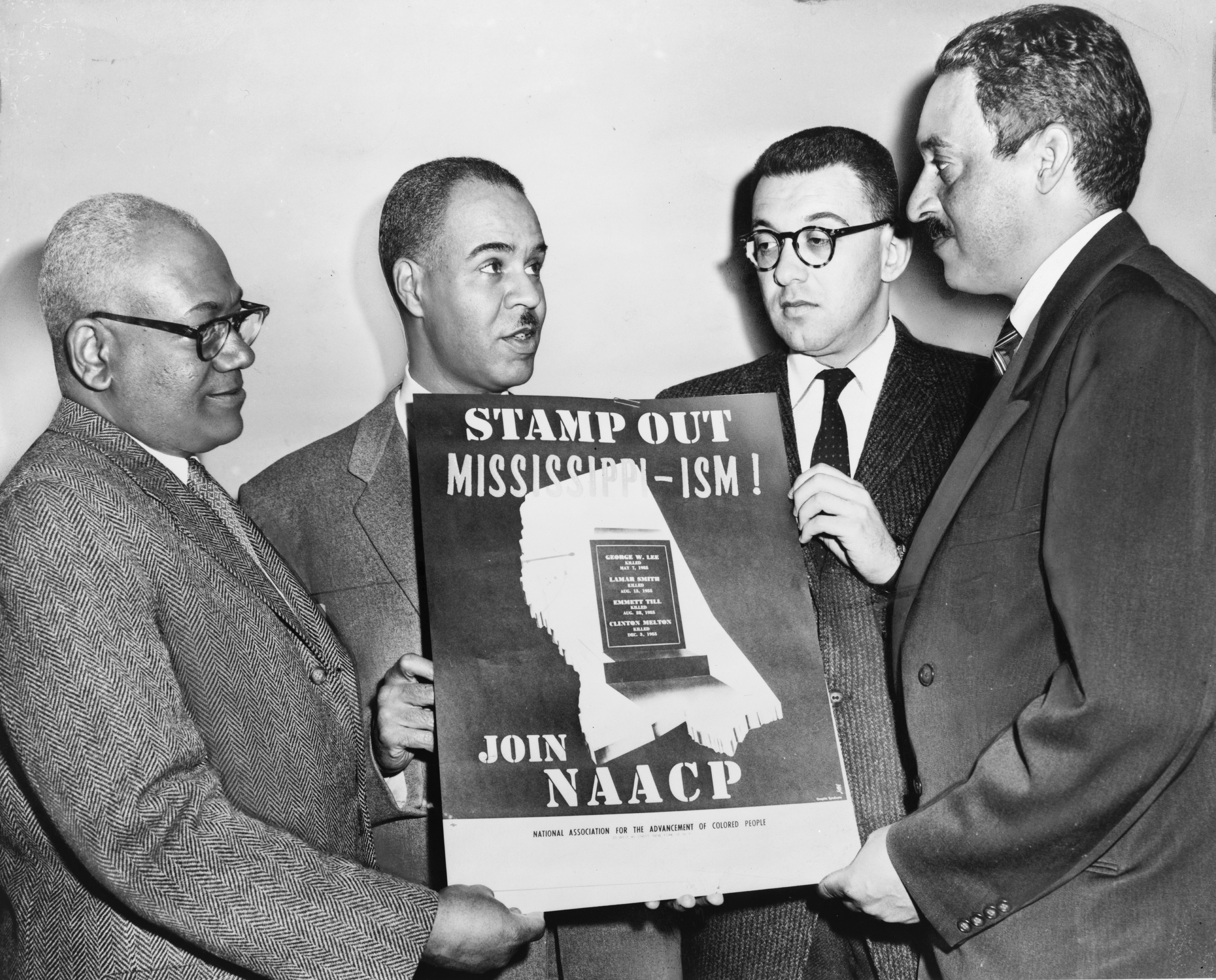
전미 흑인 지위 향상 협회의 지도자들. 좌로부터 헨리 L. 문, 로이 윌킨스, 허버트 힐과 마셜 (1956년)

1938년 마셜은 전미 흑인 지위 향상 협회 (NAACP)의 고문이 되었다.  23년 세월의 자신의 임명 동안 그는 자신에게 주어진 32개의 소송들 중 29개를 이겨 자신을 위하여 상당한 평판을 얻었다.  이 일은 미국 대법원 검사로서 그의 경력의 시작에 특정을 지었으며 그는 32세 밖에 안되었다.  마셜에 의하여 성취된 주목할 만한 성공 때문에 전미 흑인 지위 향상 협회는 그를 수석 고문으로 임명하였다.  그는 텍사스주가 예비 선거를 위하여 등록할 수 있도록 흑인 투표인들을 허용해야 한다고 법원이 선언한 스미스 대 올라이트 (1944년), 셸리 대 크레이머 (1948년)와 전국을 걸쳐 대학과 전문 사무소들에서 "별개이지만 평등한" 시설들로 종말을 놓은 스웨트 대 페인터 (1950년) 소송을 포함한 많은 다른 소송들을 대법원 앞에서 주장하였다.
전미 흑인 지위 향상 협회에서 자신의 세월 동안 마셜의 사무소는 W. E. B. 듀보이스의 바로 옆에 위치하였다.  마셜은 듀보이스가 종종 멀리 떨어져 있고, 오랜 시간 동안 그의 사무실에 남아있었고 그의 사무실은 책들과 줄 지어 있었다고 생각하였다.  듀보이스 자신은 마셜에게 자신의 나쁜 특정들 중 하나가 자신의 사회성이 부족함이었다고 인정하였다.
마셜의 인생은 자신이 극심한 인종 차별의 희생자들이었떤 흑인 고객들을 대표하는 데 디프사우스로 보내졌을 때 몇번간 위험에 처해졌다.  한번 그는 자신을 린치하려고 시도한 한 백인 남성의 말을 들은 후 따라졌고 행운과 변장을 통해서야만 그는 탈출할 수 있었다.  다른 시간에 그가 루이지애나주로 가는 길에 기차들을 갈아타야 했을 때 그는 자신의 엉덩이에 큰 권총을 달은 한 백인 남성에 의하여 접근되었다.  백인은 서굿을 보면서 "검둥이, 여기서 뭐하는 거야?"라고 묻자 마셜은 루이지애나주 슈리브포트로 가는 기차를 기다리고 있었다고 응답하였다.  그러자 백인 남성은 "한대 더의 기차가 여기를 통해서 오는 데 4시이고 이 타운에서 살아있는 검둥이에 태양이 지지 않기 때문에 그 기차에 타는 게 나을 것이다."라고 말하였다.  마셜은 이 경험을 기억하였고 그 남자에 의하여 단순하게 총을 맞을 수 있었다는 사실에 의하여 가끔 분배되었으며 법원에 마저 갈 필요가 없었다.  그것은 그가 인종 차별을 끝내는 데 지속적으로 싸우게 만든 것들 같은 경험들이었다.
1950년대 동안 마셜은 미국 연방 수사국 (FBI)의 국장 J. 에드거 후버와 함께 일하였다.  그들의 첫 만남에서 많은 긴장과 싸움이 있었다.  그들은 자신들이 무엇을 원하고 그것을 위해 싸우는 것을 알던 둘다 강력한 남성들이었으나 소송으로 이 봉납과 자신들을 위하여 스스로 일어설 수 있는 능력은 상호 존중으로 그리고 결국 우정으로 이끌었다.  그들의 우정이 있던 동안 그들은 둘다 당시 미국 정치로 스며들고 있었던 공산주의에 대항하여 싸우는 데 열심히 일했다.  마셜은 자신의 이후의 일생에 인터뷰에서 자신이 전미 흑인 지위 향샹 협회의 공산주의 영향을 제거했다는 것을 말하였다.
마셜은 1961년 제2 지구 담당의 미국 항소재판소로 자신을 임명한 존 F. 케네디 대통령의 존경을 얻기도 했다.  모두가 이 임명에 동의하지 않았으며 케네디의 선택과 동의하지 않은 미시시피주의 제임스 이스틀랜드와 웨스트버지니아주의 로버트 버드에 의하여 지도된 민주당 상원들의 단체가 있었고 그들은 마셜의 확인을 보류하였다.  그러므로 마셜은 4년 동안 그 법원에 남아있었고 케네디 대통령과 좋은 관계를 유지하였다.  이 시간 동안 그는 150개의 결정들을 썼으며 그 많은 것들은 이민자들의 권리, 이중 위험, 부적절한 검색과 발작 그리고 개인 정보 보호 문제와 다루었다.
자신의 일생의 이후에 그는 후버의 마틴 루터 킹 주니어에 관한 사적 조사의 일원으로부터 전화를 받았다.  그는 마셜에게 킹이 가던 곳마다 모든 것이 엉망이었다는 것을 후버가 찾았다는 것을 킹에게 말하라고 했다.  그는 다 기록되지 않은 채 킹이 아무 것도 말하거나 하지 못했다는 것을 말했다.  마셜은 킹에게 이 정보를 관련시켰으나 킹은 이미 이런 일이 일어나고 있다고 의심하였다.  마셜은 이것이 잘못되었던 것을 믿었고 그러한 관행을 개정하는 데 법률을 만들었다.

### 브라운 대 토피카 교육위원회 재판

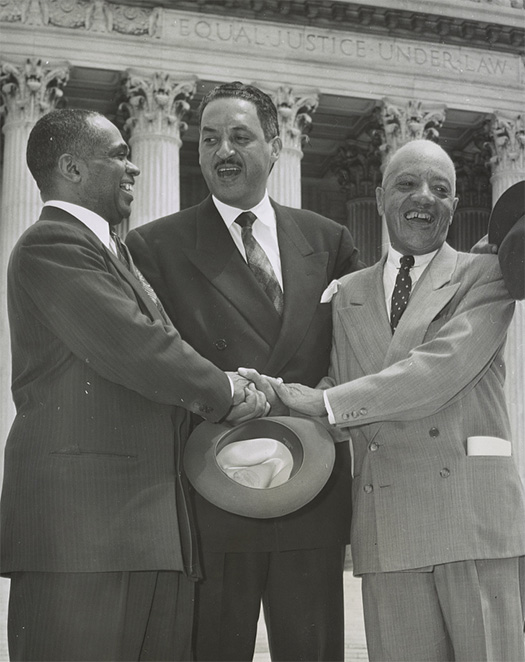
마셜 (중앙), 조지 차머 헤이스와 제임스 내브릿이 브라운 대 토피카 교육위원회 재판에서 대법원의 결정이 내려진 후 서로 축하하는 모습 (1954년)

변호사로서 마셜의 가장 유명한 소송은 브라운 대 토피카 교육위원회 재판 (1954년)이었다.  이 소송은 백인 학교가 겨우 일곱 블록 떨어져 있었을 때 작은 소녀 린다 브라운이 그녀의 전흑인 학교로 철도 조차장을 통하여 마일 이상으로 걸어가야 했던 것과 함께 전체 시작되었다.  린다의 부친 올리버 브라운은 백인 학교로 그녀를 입학시키려고 시도했으나 교장이 거부하였다.  거기에는 많은 다른 비슷한 상황들이 있었으나 브라운 가족과 공동체의 흑인들은 함께 뭉치고 분리법을 싸웠다.  많은이들은 그것을 "알맞은 시간에 알맞은 소송"이었다고 생각했고 전미 흑인 지위 향상 협회는 마셜을 소송을 지도하는 데 임명하였다.
마셜이 학교에서 인종적 분리는 훗날에 그들의 인생의 분리를 위하여 흑인 어린이들 만을 준비하였고, 그들에게 멈춰야 할 극심한 열등감을 안겨주었다는 논쟁의 여지가 없는 사실을 옹호하면서 양쪽에 주장들은 광범위하였다.  마셜의 주요 목표는 노예제의 종말 이래 미국인들의 인생을 지배했던 "별개이지만 평등한" 정책에 결국 종말을 놓는 것이었다.  법원은 브라운의 호의에 다스렸고 브라운은 백인 학교로 갔다.  하지만 인종 차별의 영향력을 끝내는 것은 쉽게 혹은 빠르게 오지 않았다. 그러나 1954년 5월 브라운 재판 결정 이래 고등학교 뿐만 아니라 칼리지와 다른 고등 교육의 형성들로부터 흑인 졸업생들의 상승은 극적으로 증가하였다.  미국 전역을 걸쳐 학교들은 인종적 분리를 끝냈고 진지하게 흑인 민권 운동이 시작되었다.

### 미국 대법원

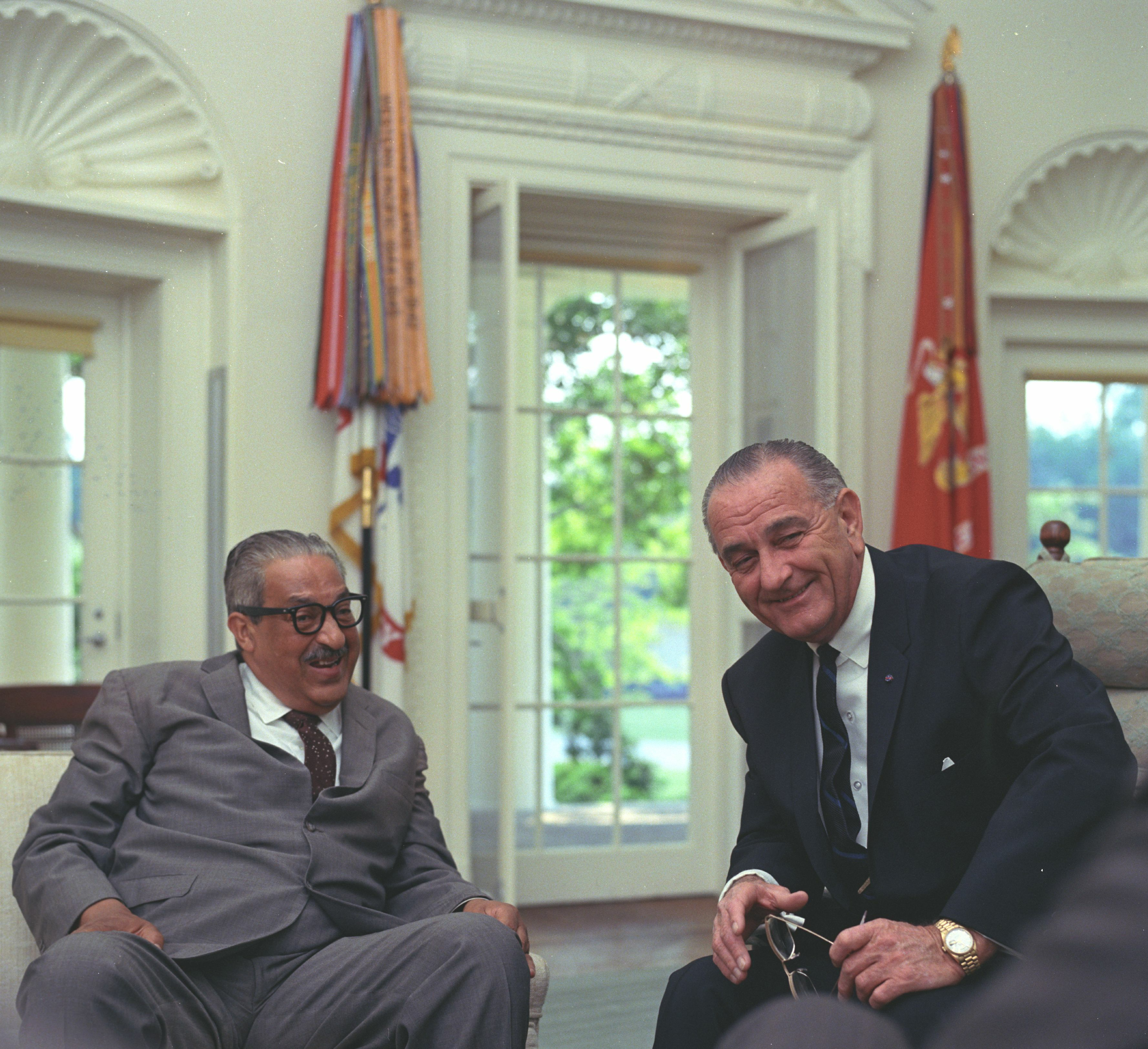
자신이 린든 B. 존슨 대통령에 의하여 대법원에서 복무하는 데 지명되었던 날 오벌 오피스에서 존슨 대통령을 만나는 마셜 (1967년 6월 13일)

1965년 린든 B. 존슨 대통령은 그를 미국의 송무차관으로 임명하였고 1967년 6월 13일 판사 톰 C. 클라크의 퇴직에 이어 미국 대법원으로 마셜을 임명하여 이것이 "옳은 일이요, 그것을 할 옳은 시간이요, 옳은 남자이자 옳은 장소이다"라고 말했다.  존슨은 이후에 미국의 대중과 함께 그를 인기 없게 만들었던 것이 자신의 마셜의 임명이었다는 것을 주장하였다.  그는 그것이 자신의 거대한 실수들 중의 하나였다는 것으로 생각하였고 만약 자신이 마셜을 임명하지 않았다면 자신이 대통령으로서 또다른 기간을 지낼 것이었다는 느낌이 들었다.
마셜은 존슨 대통령을 미국과 인기 없게 만든 것은 베트남 전쟁이었다는 것을 믿었다.  존슨을 포함하여 사실상 대법원에 마셜이 아래 섬기던 모든 대통령은 마셜이 그의 직위를 사임하는 것을 요청하였다.  마셜은 그들의 각각에게 자신의 응답은 2개의 말이었으며 그중 하나는 조어였다고 말했다.
마셜은 미국 대법원으로 임명된 첫 아프리카계 미국인이었다.  이 일은 어떤 아프리카계 미국인들로부터 그에게 찬성을 얻게 하였으나 맬컴 엑스 같은 다른이들로부터 그는 "절반의 백인"으로서 공개적으로 언급되었다.  맬컴 엑스는 마셜이 백인의 꼭두각시이자 그들이 말하는 대로 했다는 것을 말했다.  그들은 한번 만났고 맬컴은 마셜에게 총을 선물하였다.  마셜은 자신의 부인이 그들의 집으로 아무 무기를 허용하지 않을 것을 주장하였고 선물을 거절하였다.  마셜은 그둘 사이에 위기적인 관계를 일으킨 뿌리였다는 것을 믿었다.

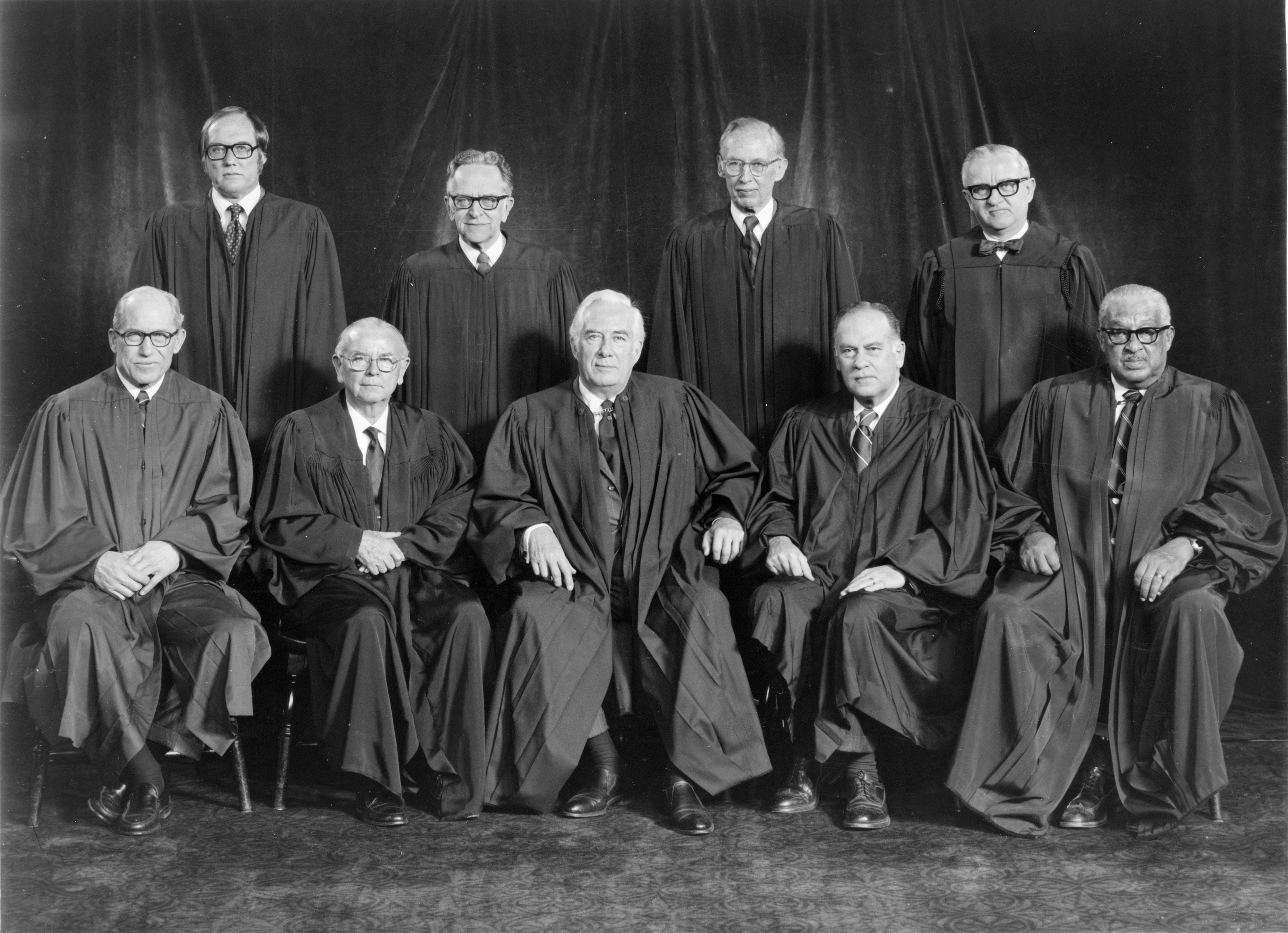
1976년 미국 대법원의 판사들. 앞줄 맨 우측이 마셜

대통령들이 마셜이 사임하기를 원했음에 불구하고 그는 24년 동안 대법원에 지내고 말았다.  그는 자유주의자였으며 그것으로 남아있었다.  그는 개인의 권리의 헌법적 보호, 특히 정부에 대항하는 범죄 용의자의 권리들을 포함하여 자신이 항상 지지하려고 했던 것을 흥행하는 데 일을 했던 법원 기록을 수집하였다.  마셜은 판사 윌리엄 브레넌에 동맹을 찾았으며 그들은 가끔 자신들에게 제시된 소송들에 같은 견해와 믿음들을 나누었다.  함께 그들은 낙태 권리를 지지하였고 사형 선고를 반대하였다.  브레넌과 마셜은 사형 선고가 잘못되었고, 비인간적이고 비헌법적이었던 퍼먼 대 조지아 소송에 체결하였다.  그들은 둘다 사형 선고가 헌법적이었다는 것을 진술한 퍼먼 소송의 겨우 3년 후에 그레그 대 조지아 소송의 판결과 함께 속이 상했다.  그레그 소송 후, 브레넌과 마셜은 사형 선고에 번갈아가며 반대하였다.  마셜은 또한 차별 철폐 조치를 지지하였으나 그들이 백인으로 태어나 자동적으로 더 많은 특권을 누렸기 때문에 백인 남성은 흑인 남성보다 항상 더 많은 자격을 갖추게 될 것 때문에 전혀 제대로 작동될 수 없었던 것을 믿었다.  자신의 재직의 말기에 그는 가끔 자신이 죽어가는 목소리이자 자신의 견해들이 소수에 있었다는 것을 느꼈다.
대법원에서 자신의 세월 동안 마셜은 많은 남성들, 컬럼비아 특별구 지구를 위한 미국 항소법원의 최고 판사 더글러스 긴즈버그와 잘 알려진 법학 교수들 캐스 선스타인과 에번 모글렌, 그리고 현저한 비판법학과 헌법의 교수 마크 터시넷과 함께 일하였다.
1991년 6월 28일 마셜은 자신의 기간의 말기에 퇴직을 공고하여 자신의 나이와 쇠퇴한 건강을 이유들로서 인용하였다.  그는 기자들에게 "난 이제 나이를 먹고 헤어집니다."라고 말했다.  그는 자신이 사랑했던 직위로부터 퇴직하는 것에 자신이 느꼈던 깊은 후회와 슬픔을 은폐하는 데 자신의 유머 감각을 이용하였다.

## 유산

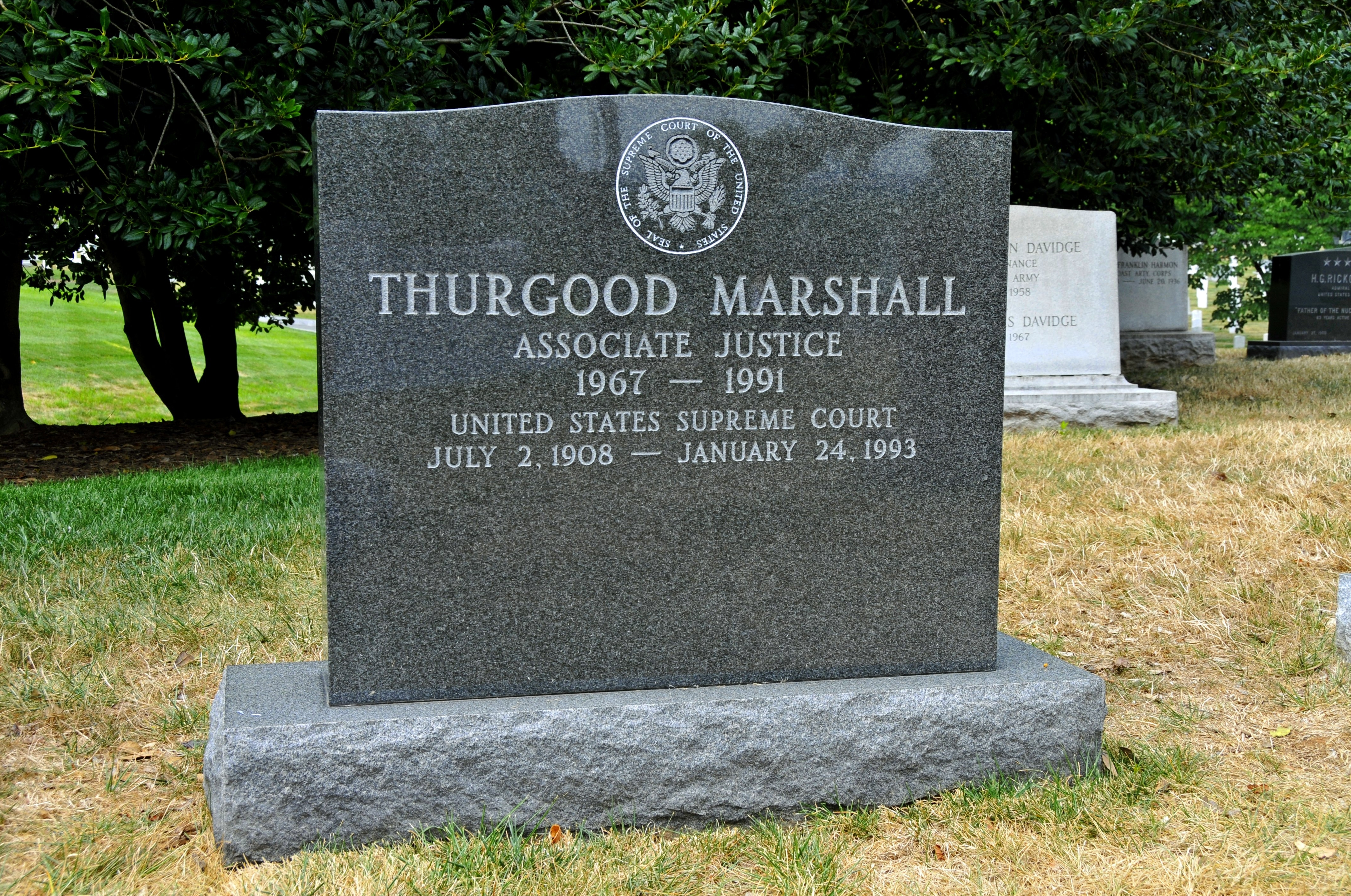
알링턴 국립묘지에 있는 마셜의 묘비

미국 대법원에 지내는 데 자신의 임명 전에 그는 다른 미국인보다 미국 대법원 앞에서 더욱 많은 소송들을 대표하고 승리하였다.  그는 항상 자신이 믿었던 것을 위하여 일어섰고, 미국의 법원 시스템에서 인종과 다른 타입의 차별을 이겨내는 데 열심히 일하였다.  그는 대표하지 않은 자들을 대표하였고 그는 목소리를 가지지 않은 자들에게 목소리를 주었다.
1993년 1월 24일 마셜은 메릴랜드주 베스즈다에 있는 국립 해군 의료 센터에서 심부전으로 사망하였다.  그는 알링턴 국립묘지에 안장되었다. 그는 자신의 첫 부인의 사후, 세실리아 "시시" 마셜에게 아주 멋진 두번째 결혼 생활로부터 이득을 보았다.  그와 시시는 함께 2명의 아들 - 서굿 마셜 주니어와 존 W. 마셜을 두었다.  서굿 주니어는 빌 클린턴 대통령에게 최고 보좌관이었다.  존은 미국 연방보안관의 전 국장이며 2002년 버지니아주지사 마크 워너와 팀 케인 아래 주의 공공 안전 비서관을 지냈다.
예일 로스쿨의 헌법학 교수 폴 게워츠는 마셜에 관하여 다음과 같이 말했다.
그는 무자비하게 차별의 세상 - 린치가 공동적이었으며, 흑인 남성의 타고난 열등감이 널리 그리고 무분별하게 선포된 인종들의 분리가 퍼지고 당연한 것으로 여겨진 세상에서 자라왔다.  마셜은 급진적으로 다른 세상을 상상하는 데 수용력, 그런 세상이 가능했었던 것을 믿는 데 풍부한 상상력, 마음의 눈과 심장의 갈망에서 그 이미지를 유지하는 힘 그리고 그 상상의 세상을 현실로 만드는 데 용기와 능력을 가졌다.

## 봉납
- 마셜이 인종 차별을 폐지하는 데 싸웠던 메릴랜드 대학교 로스쿨은 그의 영예에 다시 이름이 지어졌고 그 도서관을 봉납하였다.

- 캘리포니아 대학교 샌디에이고는 그 칼리지들 중의 하나를 서굿 마셜의 이름을 땄다.

- 1976년 2월 14일 텍사스 서던 대학교는 전적으로 서굿 마셜 로스쿨로 이름이 붙어졌다.  학교의 특명은 "상당히 법조계의 다양성에 영향을 미치는 것"이다.

- 2005년 10월 1일 볼티모어 워싱턴 국제공항은 그의 영예에 볼티모어 워싱턴 서굿 마셜 국제공항으로 다시 이름이 지어졌다.

## 같이 보기
- 브라운 대 교육위원회